# Omaloplia erebea
Omaloplia erebea är en skalbaggsart som beskrevs av Baraud 1965. Omaloplia erebea ingår i släktet Omaloplia och familjen Melolonthidae. Inga underarter finns listade i Catalogue of Life.